# Maisonnisses
Maisonnisses település Franciaországban, Creuse megyében. Lakosainak száma 175 fő (2022. január 1.). Maisonnisses La Chapelle-Saint-Martial, Lépinas, Peyrabout és Sardent községekkel határos.

## Népesség
A település népességének változása:
| Lakosok száma | 284  | 189  | 206  | 208  | 204  | 204  | 190  | 180  | 177  | 175  |
|               | 1968 | 1982 | 1990 | 2006 | 2013 | 2015 | 2017 | 2019 | 2020 | 2022 |